# Gurania insolita
Gurania insolita är en gurkväxtart som beskrevs av Célestin Alfred Cogniaux. Gurania insolita ingår i släktet Gurania och familjen gurkväxter. Inga underarter finns listade i Catalogue of Life.